# وكالة شرعية
الوكالة الشرعية بالمعنى العام هي: تفويض من يتولى القيام بأمر غيره، وقد تطلق مجازا على وثيقة التوكيل، و الوكالة بالمفهوم الإسلامي نوع من المعاملات في علم الفقه و بالمعنى الشرعي هي: (تفويض شخص ما له فعله مما يقبل النيابة إلى غيره ليفعله في حياته).و الوكالة في الشرع الإسلامي عقد جائز فيما يصح التصرف فيه و تتكون من: موكل، و وكيل، و موكل فيه، و صيغة، وتكون مطلقة أو مقيدة، وفق معايير شرعية، و قانونية. وقد تكون بمعنى: تفويض القاضي في القيام بأمر القاصر، وتشمل عمل المحاماة لدى السلطة القضائية. وكلمة وكالة تتضمن معان متعددة.

## الوكالة
الوكالة في اللغة بمعنى: التفويض، في القيام بأمر الغير، وبمعنى:
الاعتماد
ومعناها في الشرع: تفويض شخص له صلاحية التصرف، فيما له فعله،
مما يقبل النيابة، إلى غيره، ليفعله حال حياته. أما بعد الوفاة فيسمى (وصية).
وتصدق الوكالة على التوكيل في القيام بأمر القاصر، وعلى تفويض المحامي للدفاع عن المتهم في المحكمة. والوكالة عند علماء الفقه هي: عقد يقتضي
الإذن بالتصرف فق شروط محددة↓ وتتضمن أحكاما وتفاصيل مذكورة في علم فروع الفقه، قسم (فقه المعاملات)، وهي: عقد من العقود الجائزة بمعنى: أن لكل من الموكل والوكيل فسخها -إبطالها- متى شاء. وتصح الوكالة الشرعية مطلقة يفعل بموجبها الوكيل ماهو مناسب، أو مقيدة يكون الإذن بموجبها مقيدا لتصرف محدد. وتستمد أحكامها من الشرع، و بحسب العرف الذي لا يخالف الشرع،

## أركان الوكالة
للوكالة الصحيحة أربعة أركان مذكورة في:
كتب الفقه
وهي: 1-موكل، 2- وكيل، 3-موكل فيه، 4-صيغة. ولكل منها شروط
- الموكل: هو: الذي يفوض غيره في أمر ما نيابة عنه. ويشترط فيه: صحة مباشرته للتصرف

بنفسه، بملك، أو ولاية.
- الوكيل: وهو: الذي فوضه غيره ليتولى الأمر نيابة عن موكله. ويشترط فيه صحة مباشرته للتصرف المأذون فيه بنفسه.
- الموكل فيه: وهو: كل ما جاز التصرف فيه للموكل والوكيل، مما يقبل النيابة فيه، ويشترط أن يكون الموكل فيه معينا ولو من بعض الوجوه.
- الصيغة: وهي: الإيجاب من الموكل، كقوله: وكلتك أوفوضتك في كذا، أو بما يُشْعِر برضاه.

وقبول الوكيل، كقوله: قبلت، أو بعدم رد الوكالة.

## الأمور التي يكون فيها التوكيل
ضابط الموكل فيه هو: كل مايقبل النيابة فيه. وله في الفقه قاعدةعامة، هي:
.
فتصح الوكالة في المعاملات، و العقود مثل: البيع، و الإجارة، وقبض المال، وتسليمه، والمطالبة بحق واستيفائه، ولا تصح فيما لا يقبل النيابة مثل: الصلاة، وتصح في دفع زكاة، وفي نسك مثل: الحج، و العمرة إن كان الوكيل قد أدى ذلك النسك المفروض عن نفسه.
ولا يصح التوكيل ولا التوكل من صبي ومجنون ومغمى عليه -فاقد الوعي- بسبب الحجر في التصرفات.

## آية المداينة
| قال الله تعالى: ﴿يَا أَيُّهَا الَّذِينَ آمَنُوا إِذَا تَدَايَنْتُمْ بِدَيْنٍ إِلَى أَجَلٍ مُسَمًّى فَاكْتُبُوهُ وَلْيَكْتُبْ بَيْنَكُمْ كَاتِبٌ بِالْعَدْلِ وَلَا يَأْبَ كَاتِبٌ أَنْ يَكْتُبَ كَمَا عَلَّمَهُ اللَّهُ فَلْيَكْتُبْ وَلْيُمْلِلِ الَّذِي عَلَيْهِ الْحَقُّ وَلْيَتَّقِ اللَّهَ رَبَّهُ وَلَا يَبْخَسْ مِنْهُ شَيْئًا فَإِنْ كَانَ الَّذِي عَلَيْهِ الْحَقُّ سَفِيهًا أَوْ ضَعِيفًا أَوْ لَا يَسْتَطِيعُ أَنْ يُمِلَّ هُوَ فَلْيُمْلِلْ وَلِيُّهُ بِالْعَدْلِ وَاسْتَشْهِدُوا شَهِيدَيْنِ مِنْ رِجَالِكُمْ فَإِنْ لَمْ يَكُونَا رَجُلَيْنِ فَرَجُلٌ وَامْرَأَتَانِ مِمَّنْ تَرْضَوْنَ مِنَ الشُّهَدَاءِ أَنْ تَضِلَّ إِحْدَاهُمَا فَتُذَكِّرَ إِحْدَاهُمَا الْأُخْرَى وَلَا يَأْبَ الشُّهَدَاءُ إِذَا مَا دُعُوا وَلَا تَسْأَمُوا أَنْ تَكْتُبُوهُ صَغِيرًا أَوْ كَبِيرًا إِلَى أَجَلِهِ ذَلِكُمْ أَقْسَطُ عِنْدَ اللَّهِ وَأَقْوَمُ لِلشَّهَادَةِ وَأَدْنَى أَلَّا تَرْتَابُوا إِلَّا أَنْ تَكُونَ تِجَارَةً حَاضِرَةً تُدِيرُونَهَا بَيْنَكُمْ فَلَيْسَ عَلَيْكُمْ جُنَاحٌ أَلَّا تَكْتُبُوهَا وَأَشْهِدُوا إِذَا تَبَايَعْتُمْ وَلَا يُضَارَّ كَاتِبٌ وَلَا شَهِيدٌ وَإِنْ تَفْعَلُوا فَإِنَّهُ فُسُوقٌ بِكُمْ وَاتَّقُوا اللَّهَ وَيُعَلِّمُكُمُ اللَّهُ وَاللَّهُ بِكُلِّ شَيْءٍ عَلِيمٌ ۝٢٨٢﴾ [البقرة:282] |
| —آية المداينة |

## توثيقعقدالوكالة
الوكالة عقد يقتضي الإذن للوكيل بالتصرف، فلو وُكل في شراء متاع، أو إخراج زكاة مثلا
وكان ذلك مبنيا على التراضي، و الثقة المتبادلة؛ صح ذلك من الناحية الشرعية، إلا أن ذلك قد يكون عرضة للخلاف بسبب نسيان، أو موت، أو غير ذلك، وقد تواجه الوكالة تشكيكا في مصداقيتها، مما يعيق عمل الوكيل، لذا أرشدنا الله تعالى إلى توثيق عقود المعاملات بطرق مناسبة، من أهمها الإشهاد والكتابة.
و الكتابة هي: تحرير وثيقة تتضمن جملة التفاصيل التي تم الإتفاق عليها بين طرفي العقد، ولكن قد تواجه الوثيقة عدم الاعتراف بها لدى الجهات الرسمية، وهذا لا يعني فساد العقد وإنما تحتاج الوثيقة، إلى صياغتها، و اعتمادها، بصفة رسمية، و قانونية.